# حسن رماح
محمد بن عیسی بن اسماعیل حنفی (۶۳۶–۶۹۵ ق / ۱۲۳۹–۱۲۹۵ م) مهندس سوری و مخترع اژدر‌های دریایی می‌باشد.
وی تحقیقات و آزمایش‌هایی در مورد مواد منفجره و راکت‌ها انجام داده و طرح‌هایی از توپ‌های جنگی تک لول و چند لول ارائه داده است.
کتاب مهم او الفروسیة و المناصب الحربیة به‌معنی کتاب سواره نظام و ابزارهای نظامی است.

## اژدر رماح
در طرح وی که از سفره ماهی الهام می‌گیرد دو پشقابک برنجی بر روی هم بدنه دستگاه را تشکیل می‌دهند که توسط مواد منفجره پر می‌شوند و توسط یک جت در عقب آن حرکت می‌کند.
دستگاه بر روی آب شناور می‌شود. سپس بسمت کشتی دشمن نشانه رفته آتش می‌شود. وی این طرح را در ۱۲۸۰ میلادی ارایه کرده که شش قرن قبل از ساخت اولین اژدر در سال ۱۸۶۰ است

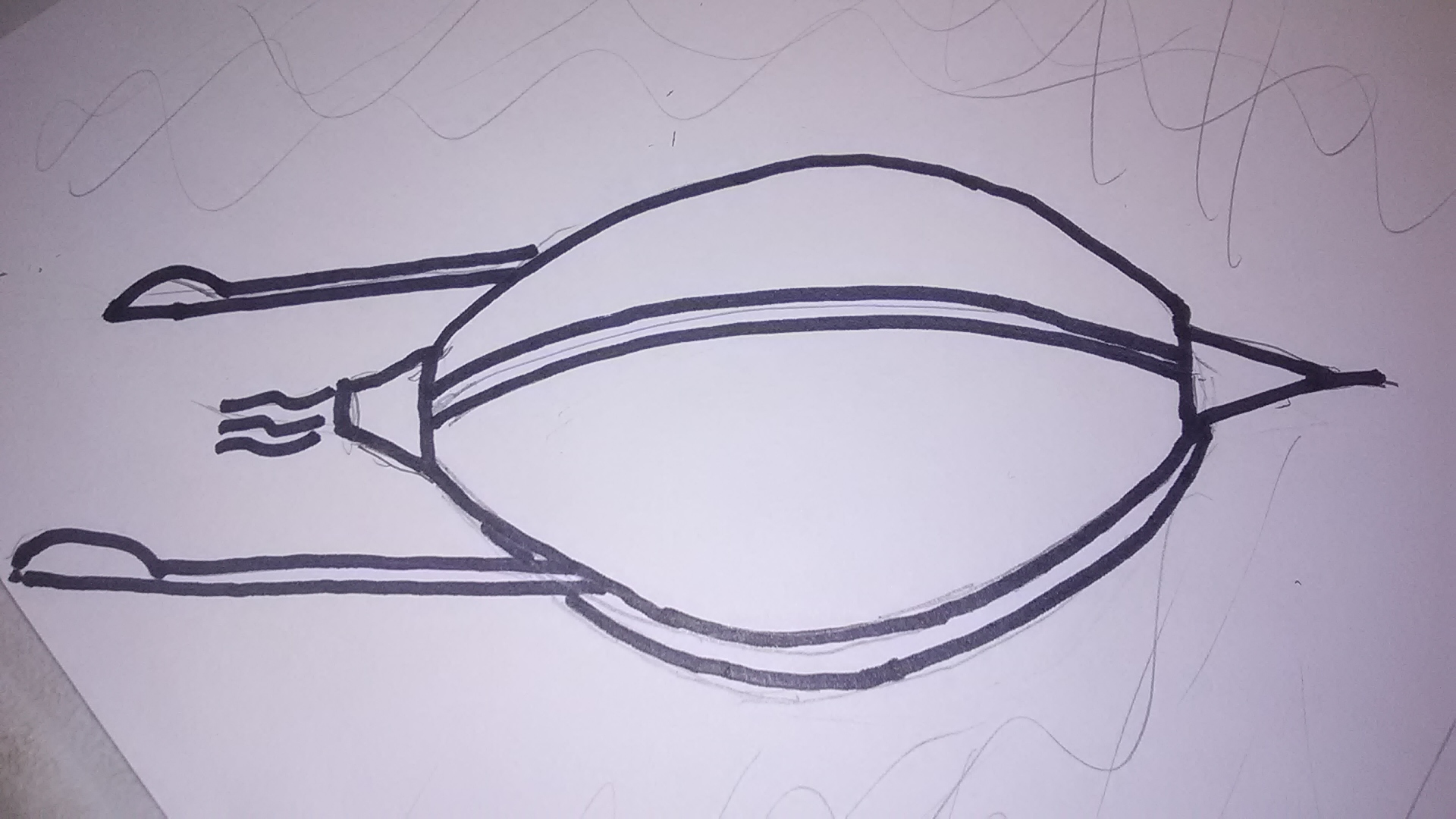
اژدر طراحی شده توسط حسن رماح ۱۲۸۰ میلادی

نمونه ای از این اژدر به ابعاد ۲۱–۴۵٫۱–۱۳٫۷ سانتیمتر در سال ۱۹۷۶ توسط گروه جورج مارسدن ساخته شده و در موزه ملی هوافضای آمریکا در واشینگتن دی سی موجود است.

## آثار
الفروسیة و المناصب الحربیة
بخش اول کتاب با عنوان «المناصب الحربیة» در ۲۰ باب است که بیشتر آنها با عبارت «قال الاستاذ نجم‌الدین …» آغاز می‌شود. حسن رماح در این بخش شیوه‌های مختلف جنگاوری را با همهٔ جزئیات شرح می‌داده و تقریرات او را کسی می‌نوشته است.
بخش دوم با عنوان «ابواب المطاردة» شامل ۲۶ باب در آیین جنگ با نیزه است که مؤلف در مقدمهٔ نخستین باب به شرح شیوهٔ تمرین سپاهیان انوشیروان پرداخته، که نیزه‌داران به هنگام تمرین در حضور او لباس سفید بر تن داشتند و هر سرباز پیش از آغاز کار، سر نیزهٔ خود را با زعفران رنگین می‌ساخت تا در صورت تماس با بدن حریف محل اصابت نیزه مشخص گردد. سپس به روشهای مختلف حمله و دفاع، تعقیب و گریز، شیوه‌های فریب دادن حریف، جنگ با شمشیر و چگونگی استفاده از سپر پرداخته است.
بابهای پایانی کتاب به طرز ساختن گلوله‌ها و سلاحهای آتشین، مواد آتش‌زا و ترکیبات آنها اختصاص‌یافته است
این کتاب به کوشش عید ضیف عبادی به چاپ رسیده است و ژوزف توساین گزیده‌ای از آن را در ۱۸۴۵ م در پاریس منتشر ساخته است.
نهایة السُؤول و الاُمنیة فی تعلّم آمال الفروسیة
اسالیب القتال فوق ظهور الخیل باستخدام الآلات الحربیة